# Gollum's Song
Pistes de Le Seigneur des anneaux : Les Deux Tours
Samwise the Brave
(18) Farewell to Lórien
(20)
Gollum's Song (Chanson de Gollum), est une chanson interprétée par la chanteuse islandaise Emilíana Torrini pour la bande son du film Le Seigneur des anneaux : Les Deux Tours, qui apparaît au générique. La chanson n'est pas sortie en single.
La chanson composée par Howard Shore est en lien avec Pity of Gollum (le thème de Gollum). Ses paroles, en anglais, sont écrites par Fran Walsh, Janet Roddick, David Donaldson, Steve Roche et David Long.
Howard Shore expliqua dans les bonus de la version longue du film Les Deux Tours qu'il cherchait un accent islandais pour interpréter la chanson, car cela lui paraissait approprié pour Gollum
Emilíana Torrini obtint un Phoenix Film Critics SocietyAward pour son interprétation de la chanson.
La chanson devait au départ être chantée par la chanteuse islandaise Björk, qui a dû décliner l'offre à cause de sa grossesse.
Dans The Complete Recordings la chanson est intitulée Long Ways to Go Yet.
Le musicien Geoff Keezer en réalisa une version jazz au piano.